# Jairo Sinova
Jairo Sinova (* 1972) ist ein spanisch-US-amerikanischer theoretischer Physiker, der sich insbesondere mit Spintronik befasst.
Sinova studierte Physik an der Ohio University (Bachelor-Abschluss 1994) und der Indiana University, an der er 1995 seinen Master-Abschluss erhielt und 1999 bei Steven Girvin promoviert wurde (Nuclear magnetic resonance in the quantum Hall regime: skyrmion diffusion model). Als Post-Doktorand war er an der University of Tennessee und an der University of Texas at Austin. 2003 wurde er Assistant Professor an der Texas A&M University, 2007 Associate Professor und 2010 Professor. 2013 erhielt er eine Humboldt-Professur an der Johannes Gutenberg-Universität Mainz. Dort baut er ein Zentrum für Spintronik auf (Spin Phenomena Interdisciplinary Center, SPICE). Er ist Fellow des Gutenberg Forschungskollegs.
Er sagte den intrinsischen Spin-Hall-Effekt theoretisch voraus und war an dessen experimenteller Entdeckung beteiligt. Der Spin-Hall-Effekt war schon seit den 1970er Jahren bekannt, wurde aber auf extrinsische Ursachen (Spin-Orbit-Kopplung von Verunreinigungen) zurückgeführt. Ein intrinsischer Effekt wurde 2003 unabhängig von Shuichi Murakami, Shoucheng Zhang und Naoto Nagaosa (für p-Typ Halbleiter) und Allan H. MacDonald, Sinova, Thomas Jungwirth und Kollegen (für n-Typ Halbleiter) in Heterostrukturen vorgeschlagen. Der Spin-Hall-Effekt ist von Interesse in der Spintronik, da er eine effiziente Möglichkeit bietet Spins in Halbleiter zu injizieren.
2010 schlug er mit Kollegen einen Spin-Hall-Effekt-Transistor vor, der nur mit Halbleitern aufgebaut ist.
Er ist Fellow der American Physical Society und erhielt mit anderen einen ERC Synergy Grant für das Projekt Spin-charge conversion and spin caloritronics at hybrid organic-inorganic interfaces.

## Schriften (Auswahl)
- mit Dimitrie Culcer, Q. Niu, N. A. Sinitsyn, T. Jungwirth, A.H. MacDonald: Universal Intrinsic Spin-Hall Effect, Phys. Rev. Lett. 92, 126603 (2004). Arxiv
- mit Joerg Wunderlich, Bernd Kaestner, Tomas Jungwirth: Experimental observation of the spin-Hall effect in two-dimensional spin-orbit coupled semiconductor systems, Phys. Rev. Lett. 94, 047204 (2005). Arxiv
- mit J. Wunderlich,  A. C. Irvine, B. G. Park, X. L. Xu, B. Kaestner, V. Novak, and T. Jungwirth: Spin-injection Hall effect in a planar photovoltaic cell, Nature Physics 5, 675 (2009).
- mit Naoto Nagaosa, Shigeki Onoda, A. H. MacDonald, N. P. Ong: Anomalous Hall Effect, Reviews of Modern Physics, Band 82, 1010, S. 1539, Arxiv
- mit Jürgen Weischenberg, Frank Freimuth,  Stefan Blügel,  Yuriy Mokrousov: Ab Initio Theory of Scattering-Independent Anomalous Hall Effect, Phys. Rev. Lett. 107, 106601 (2011). Arxiv
- mit J. Wunderlich, B. G. Park, A. C. Irvine, L. P. Zarbo, E. Rozkotova, P. Nemec, V. Novak, T. Jungwirth: Spin Hall effect transistor, Science 330, 1801 (2010).
- mit C. Bruene, A. Roth, E.G. Novik, M. Koenig, H. Buhmann, E.M. Hankiewicz, W. Hanke, L. W. Molenkamp: Evidence of ballistic Intrinsic Spin Hall Effect in HgTe Nanostructures, Nature Physics 6, 448 (2010).
- mit  Xin Liu: Reading charge transport from spin dynamics on the surface of topological insulators, Phys. Rev. Lett. 111, 166801 (2013), Arxiv